# 김영민 (1954년)
김영민(1954년 12월 31일 ~ )은 대한민국의 배우다.

## 출연작

### TV 드라마
- 1993~1997년 MBC《경찰청사람들》
- 1997년 KBS1《긴급구조119》
- 1999년 MBC 《허준》
- 2000년 MBC 주말드라마 《엄마야 누나야》
- 2001년 MBC 《상도》
- 2002년 SBS 대하드라마 《야인시대》... 김근역 역
- 2003년 MBC 《대장금》
- 2003년 ITV 《리얼스토리 실제상황》
- 2003년 ITV 《미스터리극장 위험한 초대》
- 2004년 ITV 《오마이갓》
- 2004년 MBC 월화드라마 《영웅시대》
- 2005년 MBC 특별기획드라마 《제5공화국》... 교장 역
- 2005년 MBC 수목미니시리즈 《신입사원》... 이일만 역
- 2005년 MBC 《현장기록형사》
- 2010년 MBC 《동이》
- 2010년 SBS 대하드라마 《자이언트》
- 2014년 MBN 《기막힌 이야기 실제상황》
- 2015년 채널A《싸인》

### 영화
- 1986년 《영웅연가》
- 1991년 《천국의 계단》... 기자 1 역
- 1991년 《위기의 용사 반달가면》
- 1992년 《정신나간 유령》
- 1992년 《쿵후 보이 친미》
- 1998년 《엑스트라》
- 1999년 《태양은 없다》... 과일가게 주인 역
- 1999년 《얼굴》
- 2002년 《아프리카》... 본부장 역
- 2012년 《차형사》... 김 전무 역
- 2016년 《어느날》... 특조과 직원 역